# Scirpus filipes
Scirpus filipes är en halvgräsart som beskrevs av Charles Baron Clarke. Scirpus filipes ingår i släktet skogssävssläktet, och familjen halvgräs.

## Underarter
Arten delas in i följande underarter:
- S. f. filipes
- S. f. paucispiculatus